# Vytautas Petrulis
Vytautas Petrulis, né le 3 février 1890 à Katelišės, près de Vabalninkas, exécuté en 1942, près d'Oukhta, en République socialiste fédérative soviétique de Russie, est un homme politique lituanien, il est l'une des principales figures du Parti chrétien-démocrate lituanien. Il est souvent surnommé "le père du litas" car c'est pendant son mandat de ministre des Finances que le litas lituanien est introduit.
En été 1918, Vytautas Petrulis devient membre du Conseil de Lituanie. Par la suite, il devient ministre des Finances (en) par intérim dans le troisième cabinet de Lituanie, puis ministre des Finances, du Commerce et de l'Industrie dans les 7e, 8e, 9e et 10e cabinets. Il est nommé Premier ministre de Lituanie dans le 11e cabinet, ainsi que ministre des Finances. Il est président du Seimas de 1925 à 1926.
Le 11 juillet 1940, il est arrêté par les Soviétiques et envoyé à la prison de Kaunas. En 1942, il est fusillé pour activités antisoviétiques près d'Oukhta.